# マージナル (小堺一機のアルバム)
『マージナル』は、小堺一機が1989年2月21日に、フォーライフ・レコードから規格品番：33KD-171で発表した4枚目のスタジオ・アルバム。

## 解説
帯コピー：「等身大の小堺一機が、ここにいる。いつか うたた寝しているあいだに 大人の時間に遅刻した。」
前作「ポケットの砂」から僅か7か月半で発売された本作のアルバム・タイトル「マージナル」は心理学用語で「おとな子供」の意味。
小堺は「リズム全盛の時代に、詞がわかる歌、一貫して普通のことを歌いたかった」と語っている。

## 制作
音楽プロデューサーは瀬尾一三。作家陣は小堺のデビュー作から本作まで続けて提供している来生たかおを始め、井上堯之、岡本朗、鈴木康博、スターダストレビューの根本要、柴野繁幸が作曲を、作詞は小堺を除くと、来生えつこ、及川眠子、川村真澄、神沢礼江、と全員女性作詞家の手によって提供されている。

## メディアでの使用
10曲目「STARRY NIGHT」は、発売当時に担当していたニッポン放送系列のラジオ番組「小堺一機の美女対談」のエンディングテーマとして使用された。

## 収録曲
全編曲：瀬尾一三
1. MARGINAL（マージナル） –  (4:40)
  - 作詞：及川眠子／作曲：桜井康志
2. SETOGIWA –  (4:49)
  - 作詞：来生えつこ／作曲：来生たかお
3. ふたりの進化論 –  (4:40)
  - 作詞：及川眠子／作曲：井上堯之
4. サヨナラ –  (5:45)
  - 作詞：川村真澄／作曲：根本要
5. 夢みる頃を過ぎても –  (3:24)
  - 作詞：川村真澄／作曲：岡本朗
6. 時間の零 –  (4:48)
  - 作詞：及川眠子／作曲：井上堯之
7. 昔みたい –  (5:12)
  - 作詞：来生えつこ／作曲：岡本朗
8. TOKYO –  (3:25)
  - 作詞：小堺一機／作曲：鈴木康博
9. 雨の言葉 –  (4:28)
  - 作詞：来生えつこ／作曲：来生たかお
10. STARRY NIGHT –  (5:36)
  - 作詞：神沢礼江／作曲：柴野繁幸

## スタッフ
- プロデュース：瀬尾一三
- ディレクター：中村辰彦・つもりまきこ
- エンジニア：吉井聡
- リミックス・エンジニア：内沼映二
- アシスタント・エンジニア：佐藤治彦・はやかわかずのり・関根正次・やまだちづる・正井豊
- デザイン：渡辺富夫
- 撮影：三浦憲治
- イラスト：かみやかずたか
- スタイリスト：高野いせこ
- コスチューム：菊池武夫

## ミュージシャン
- ドラム：山木秀夫、島村英二
- エレクトリックベース：美久月千晴
- エレクトリック・ギター：松原正樹、鈴木茂
- アコースティック・ギター：吉川忠英
- キーボード&シンセサイザー：富樫春生、国吉良一、倉田信雄
- サクソフォーン：古村敏比古
- バッキング・ボーカル：比山貴咏史、広谷順子、本田淳子